# Margaret Hamilton (skådespelare)

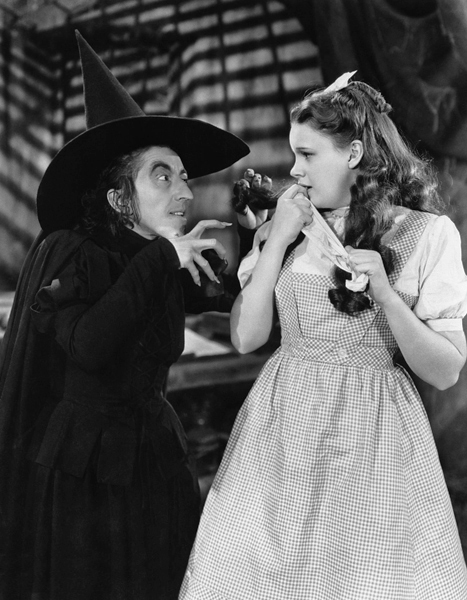
Margaret Hamilton som den onda häxan i Trollkarlen från Oz.

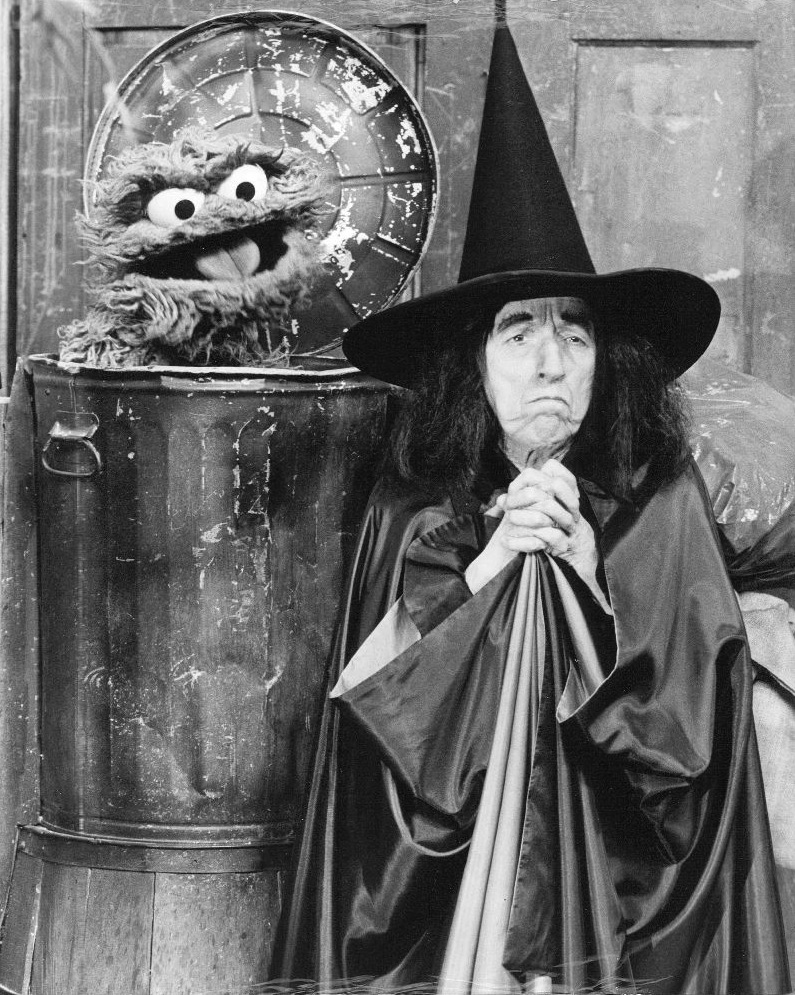
Margaret Hamilton med Oscar the Grouch från Sesame Street 1976.

Margaret Hamilton, född 9 december 1902 i Cleveland i Ohio, död 16 maj 1985 i Salisbury i Connecticut.

## Biografi
Hamilton föddes i Cleveland och var yngst i en syskonskara av fyra barn. Hennes föräldrar var Walter J. Hamilton och Mary Jane (född Adams, kallad Jennie). Hamilton började tidigt med teater och gjorde sin scendebut 1923. Senare flyttade hon till Painesville, Ohio. Hon utbildade sig på sina föräldrars önskan till förskollärare på Wheelock College i Boston, men arbetade senare med teater på heltid. Hamilton arbetade på daghem i flera år innan hon började en 50 år lång karriär inom teater, film, radio och television. Hon etsade in en otäck bild i det allmänna medvetandet 1939 när hon 36 år gammal spelade den onda häxan, antagonisten i Judy Garlands långa dröm i den klassiska filmatiseringen av L. Frank Baums berättelse Trollkarlen från Oz.

## Filmografi i urval
- 1934 – Han, hon och hästen
- 1935 – Mot lyckans hamn
- 1936 – De tre
- 1937 – Ingenting är heligt
- 1937 – Man lever bara en gång
- 1937 – Saratoga
- 1938 – A Slight Case of Murder
- 1938 – Tom Sawyers äventyr
- 1938 – En fästmö för mycket
- 1939 – Trollkarlen från Oz
- 1939 – Vi charmörer
- 1940 – My Little Chickadee
- 1940 – Den osynliga kvinnan
- 1943 – Möte vid Ox-oket
- 1943 – En riddare utan fruktan
- 1944 – Gäst i huset
- 1947 – Åh, en sån onsdag
- 1947 – Vanärad
- 1948 – I valet och kvalet
- 1949 – The Red Pony
- 1949 – Västerns vilda blondin
- 1949 – Lassies nya husse
- 1950 – Broadway Bill
- 1951 – Vad ska folk säja
- 1951 – Uppe på berget
- 1960 – 13 spöken
- 1969 – Angel in My Pocket
- 1970 – Fågel, mördare eller mittemellan
- 1971 – Bandet
- 1972 – Journey Back to Oz (röst)